# Уг (река)
Уг (Стужицка; словац. Stužická rieka; укр. Уг, Стужиця, Стужицкій) — река в Словакии (исток) и Украине, в пределах Ужгородского района Закарпатской области. Правый приток Ужа (бассейн Тисы).

## Описание
Длина реки 13 км. Площадь водосборного бассейна — 83,4 км². Уклон реки 48 м/км. Долина V-образная, шириной 30-60 м в низовьях до 200 м. Пойма прерывистая. Русло извилистое, шириной 2-3 м, есть порожистые участки.

## Расположение
Берёт начало на территории Словакии, на южных склонах главного (водораздельного) хребта Восточных Бещад. Течет преимущественно на юго-восток. Впадает в Ужа на юго-западной окраине села Загорб.
Притоки: Быстрый Поток, Соколов, Гусаров (левые) Тихий, Чёрный Поток (правые).
- В верховьях река носит название — Стужицкий.